# 12629 Jandeboer
A 12629 Jandeboer (ideiglenes jelöléssel (12629) 2168 T-1) a Naprendszer kisbolygóövében található aszteroida. Cornelis Johannes van Houten, Ingrid van Houten-Groeneveld és Tom Gehrels fedezte fel 1971. március 25-én.

## Kapcsolódó szócikk
- Kisbolygók listája (12501–13000)